# 源為朝
源為朝（日语：／ Minamoto no Tametomo，1139年—1170年4月23日），日本平安时代後期的武将。源為義的第八子，源義朝的弟弟、源賴朝的叔父。母亲是摄津国江口的遊女。通称「鎮西八郎」。源為朝身材魁梧，左手比右手还要长四寸，因此适合弯弓射箭。好用强弓、射速也快、是著名的弓箭高手。

## 生平
十三歳時，源為朝与父亲為義断绝父子关系，渡海到鎮西，居住於丰后国，成为当地土著武士的女婿（据《保元物語》中记载，该土著武士是肥後国阿蘇平四郎忠景之子三郎忠国，而根据考证忠景是薩摩国住人阿多平四郎忠景的笔误）。他四处招引朋党，自称鎮西（九州）总追捕使，转战九州各地，接连大败菊池氏、原田氏等九州豪族，骚扰地方。
于是朝廷於久寿元年（1154年）11月，发布对為朝的逮捕令，一面将其父為義罢免检非违使官职。听说这个消息，為朝為表示无意对抗朝廷，不得不带着少量亲兵回到京都。同二年四月大宰府下达了对源為朝及其家臣的禁锢旨意。
这时京都正酝酿着激烈的政治斗争，為朝于是跟随父亲為義支持崇德上皇的一方，与拥立後白河天皇一方的平清盛、源義朝作战，史称保元之乱。軍議中為朝献策夜袭，遭到藤原赖長反对。7月11日凌晨，後白河天皇方也对上皇方的本营白河北殿展开了夜袭。守卫西門的為朝奋勇抵抗，用他的强弓绝技击退了平清盛、兄義朝的军队。这时候義朝向天皇献策火攻白河北殿，上皇方遂敗。战败后為義被处死，為朝隐藏於近江国坂田，被源重貞活捉，根据勅定转交给检非違使源季实。据《保元物語》说，後白河法皇欣赏為朝的刚勇与弓术，因此免死一等，挑断臂筋並於1156年8月26日流放入伊豆大島。伤势痊愈后，為朝再次施展盖世的弓术，号召伊豆诸岛对抗国司。1170年朝廷勅許伊豆介狩野茂光率500兵加以进剿，為朝连战连败，最后在八丈岛宇津木的坪泽自殺。年三十三。他的头颅被加藤景廉割下，送到京都请赏。

## 传说
後世流传有他远渡琉球，开创琉球王朝的「為朝传说」。文治年間（1185～90）在南九州发动叛乱的豊後冠者源義實据考证正是為朝的儿子。

## 參看
- 皰瘡神